# Кубок Лихтенштейна по футболу 2019/2020
Кубок Лихтенштейна по футболу 2019/20 (нем. Liechtensteiner Cup 2019/20) — 75-й сезон ежегодного футбольного соревнования в Лихтенштейне. Победитель кубка квалифицируется в квалификационный раунд Лиги Европы УЕФА 2020/21. 11 мая 2020 года из-за коронавируса, турнир был отменён, в еврокубки как самая сильная команда по рейтингу УЕФА был квалифицирован Вадуц.

## Первый раунд
Матчи состоялись 27 и 28 августа. В первом раунде участвовали 6 команд.
| Хозяева       | Счёт | Гости          |
| ------------- | ---- | -------------- |
| Вадуц III     | 0:6  | Тризен         |
| Тризен II     | 0:1  | Бальцерс II    |
| Тризенберг II | 3:4  | Шан II Аццурри |

## Второй раунд
Матчи состоялись 17 и 18 сентября. Во втором раунде участвуют 8 команд.
| Хозяева         | Счёт | Гости          |
| --------------- | ---- | -------------- |
| Эшен-Маурен III | 1:3  | Тризенберг     |
| Шан             | 5:3  | Эшен-Маурен II |
| Шан II Аццурри  | 7:6  | Руггелль II    |
| Бальцерс II     | 2:4  | Тризен         |

## 1/4 финала
Матчи 1/4 финала состоялись 23, 29 и 30 октября. В 1/4 финала участвуют 8 команд.
| Хозяева        | Счёт | Гости       |
| -------------- | ---- | ----------- |
| Тризенберг     | 0:5  | Руггелль    |
| Тризен         | 1:3  | Вадуц       |
| Шан II Аццурри | 0:7  | Бальцерс    |
| Шан            | 0:3  | Эшен-Маурен |

## 1/2 финала
Матч 1/2 финала Бальцерс—Вадуц состоялся 11 марта. Второй полуфинал был отменён 11 мая 2020 года
| Хозяева  | Счёт    | Гости       |
| -------- | ------- | ----------- |
| Бальцерс | 1:6     | Вадуц       |
| Руггелль | Отменён | Эшен-Маурен |

## Финал
11 мая 2020 года финал был отменён.
| Хозяева | Счёт    | Гости                             |
| ------- | ------- | --------------------------------- |
| Вадуц   | Отменён | Победитель отменённого полуфинала |